# Storia Contemporanea (rivista)
Storia Contemporanea fu una rivista fondata nel 1970 da Renzo De Felice e da lui diretta per 27 anni fino alla morte, avvenuta nel 1996; era edita da Il Mulino e trattava di ricerca storica, in particolare sul Fascismo.
La periodicità, originariamente trimestrale, divenne bimestrale nel 1978. Dopo la morte di De Felice, nel 1997 ha cessato le pubblicazioni.
Qualche anno dopo ha ripreso le pubblicazioni con il nome di Nuova Storia Contemporanea, diretta dall'allievo di De Felice Francesco Perfetti.